# Nelepsittacus
Nelepsittacus è un genere estinto di pappagalli appartenente alla famiglia Strigopidae, endemico della Nuova Zelanda e strettamente imparentato con gli attuali pappagalli del genere Nestor, che comprende i kākā e i kea. Il genere è noto da resti fossili risalenti al Miocene inferiore, provenienti dalla fauna di Saint Bathans, nella Formazione Lower Bannockburn, situata nella regione di Otago, Nuova Zelanda.
Finora sono state descritte quattro specie di Nelopsittacus, tre delle quali sono state formalmente nominate. Le caratteristiche morfologiche dei loro resti, in particolare del coracoide, dell'omero, del tibiotarso e del tarsometatarso, mostrano affinità esclusive con i membri del genere Nestor, confermandone la collocazione all'interno della famiglia Strigopidae.
I fossili di Nelepsittacus sono stati rinvenuti in depositi che indicano un ambiente di foresta pluviale subtropicale, un habitat ricco e umido che caratterizzava la Nuova Zelanda durante il Miocene inferiore. Tuttavia, nel corso del Miocene inferiore-medio, si verificò un progressivo abbassamento delle temperature, che portò a un'importante trasformazione dell'ecosistema, con la conseguente perdita di molte specie vegetali e animali. È stato ipotizzato che tale declino abbia favorito la successiva colonizzazione dell'arcipelago da parte di pappagalli del genere Cyanoramphus, migranti provenienti dal Pacifico sud-occidentale.
La fauna di Saint Bathans ha restituito anche i resti del più grande pappagallo conosciuto, Heracles inexpectatus, descritto nel 2019. L'etimologia del nome Heracles è un riferimento diretto a Nelepsittacus: nella mitologia greca, Eracle (Heracles) uccise il re Neleo e tutti i suoi figli, tranne Nestore – quest'ultimo richiamato simbolicamente anche nel nome del genere Nestor.

## Scoperta e denominazione
Il genere Nelepsittacus è stato descritto per la prima volta nel 2011 dai paleontologi Trevor H. Worthy, Alan Tennyson e Paul Scofield, a partire da resti fossili ritrovati principalmente lungo le sponde del fiume Manuherikia, nella regione di Otago, Nuova Zelanda.
Il nome del genere deriva dal personaggio mitologico greco Neleo, padre di Nestore, in riferimento alla stretta parentela tra Nelepsittacus e l'odierno genere Nestor (che comprende i kākā e i kea). Il richiamo mitologico si collega anche al nome del gigantesco pappagallo Heracles inexpectatus, rinvenuto nella stessa formazione fossile.

## Specie

### Nelepsittacus minimus
È la specie tipo e la più piccola tra le tre (forse quattro) specie note del genere. Le sue dimensioni ridotte la distinguono nettamente dalle altre.

### Nelepsittacus donmertoni
La seconda specie per dimensioni, N. donmertoni era approssimativamente grande quanto la rosella cremisi (Platycercus elegans) dell'Australia orientale. Le sue mandibole presentano caratteristiche più simili a quelle del genere Strigops (che include il kakapo) piuttosto che a quelle del genere Nestor.
La specie è stata dedicata al compianto Don Merton, figura chiave nella conservazione del kakapo, in riconoscimento del suo contributo alla salvaguardia dell'avifauna neozelandese.

### Nelepsittacus daphneleeae
Circa un 25% più grande di N. donmertoni, questa specie possedeva un omero e un'ulna che indicano una taglia leggermente superiore a quella del parrocchetto reale australiano (Alisterus scapularis), ma inferiore a quella del galah (Eolophus roseicapilla). Sebbene presenti molte somiglianze scheletriche con le altre due specie, N. daphneleeae è assegnata provvisoriamente al genere Nelepsittacus a causa dell'insufficiente rappresentazione del tarsometatarso nei reperti fossili.
La specie prende il nome dalla geologa Daphne Lee, per il suo significativo contributo allo studio degli ecosistemi terrestri del Miocene in Nuova Zelanda.

### Nelepsittacus sp.
Una quarta specie, finora non descritta formalmente, è conosciuta solo da una scapola sinistra e da un omero, e avrebbe avuto dimensioni simili a quelle di un moderno kea (Nestor notabilis).